# 맥스웰 앤더슨

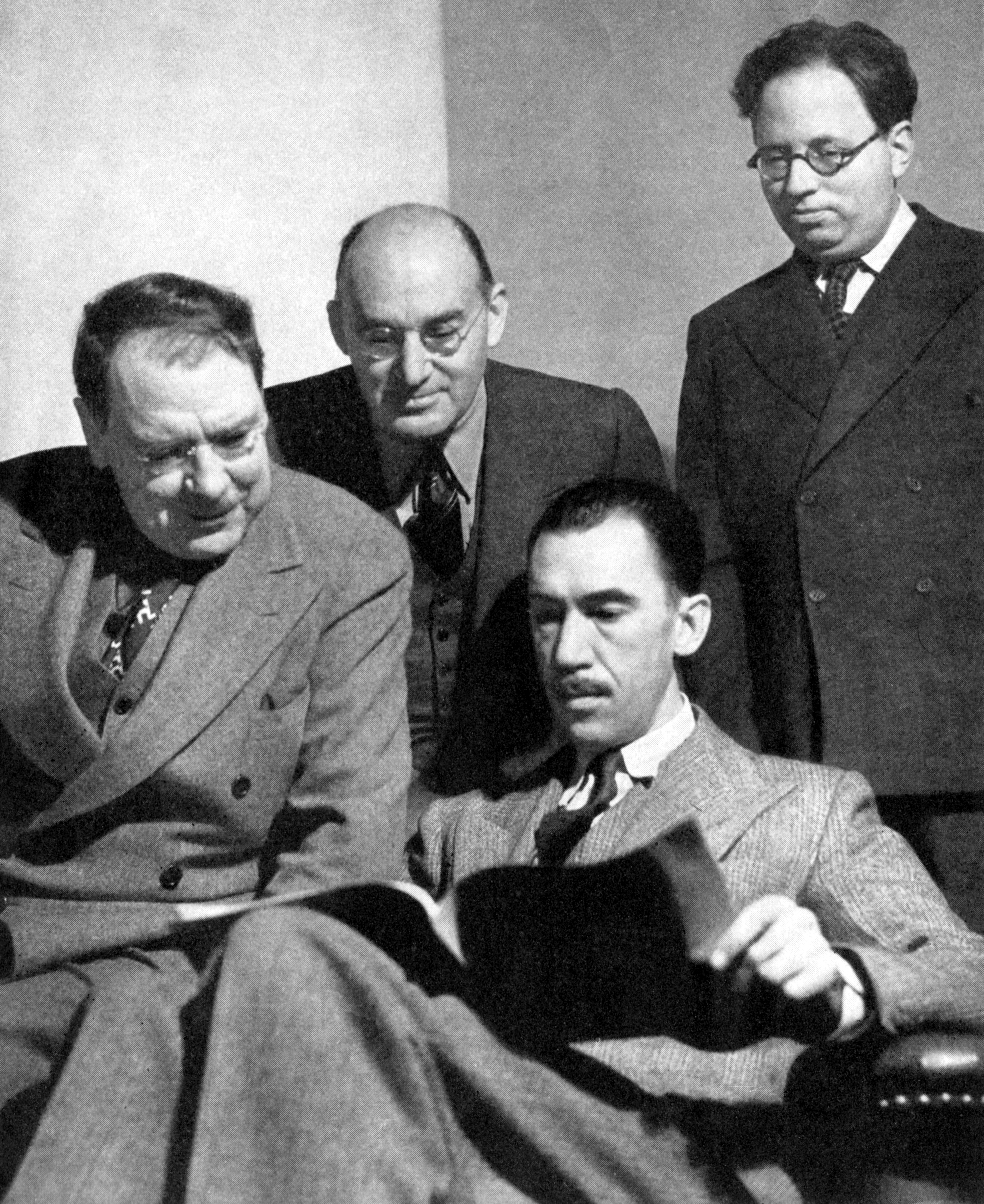

맥스웰 앤더슨(James Maxwell Anderson, 1888년 12월 15일 ~ 1959년 2월 28일)은 미국의 기자 및 극작가다.
현대 시극(詩劇)의 주창자이며 그 실천가이다. 1924년 L.스터링즈와의 공동작(共同作)으로 발표하여 히트한 제1차 세계대전을 취급한 희극 <영광이란 무엇인가>로 기자 생활에서 극작가로 전환했다. <토요일의 어린이>(1927) 등의 사회극을 썼고, <엘리자베스 여왕>(1930) <스코틀랜드의 메리>(1933)부터 시극(詩劇)을 쓰기 시작, 역사적인 사건을 현대사회에 옮겨 겨우 강력한 무드를 조성시켜 갔는데 그 대표작품이 <윈터세트>(1935)이며, <High Tor>(1936), <Knicker bocker Holiday>(1938), <key Largo>(1938) 등도 특색 있는 작품이다. 후기 작품 <별 속에 사라지다>(1950)는 패튼의 소설을 바탕으로 한 것인데 쿠르트 바일의 음악을 빌어 뮤지컬로 특히 유명하다. 그의 시극에의 노력과 결정(結晶)은 높이 평가되지만, 그것이 고전 작품으로서의 가치를 남기지 못한 점은, 심각한 문제들을 단지 선과 악의 투쟁으로 단순화시킬 뿐 위대한 작품들이 갖는 복합성과 풍부함은 지니지 못했기 때문이다.